# Gabrielle Ruiz

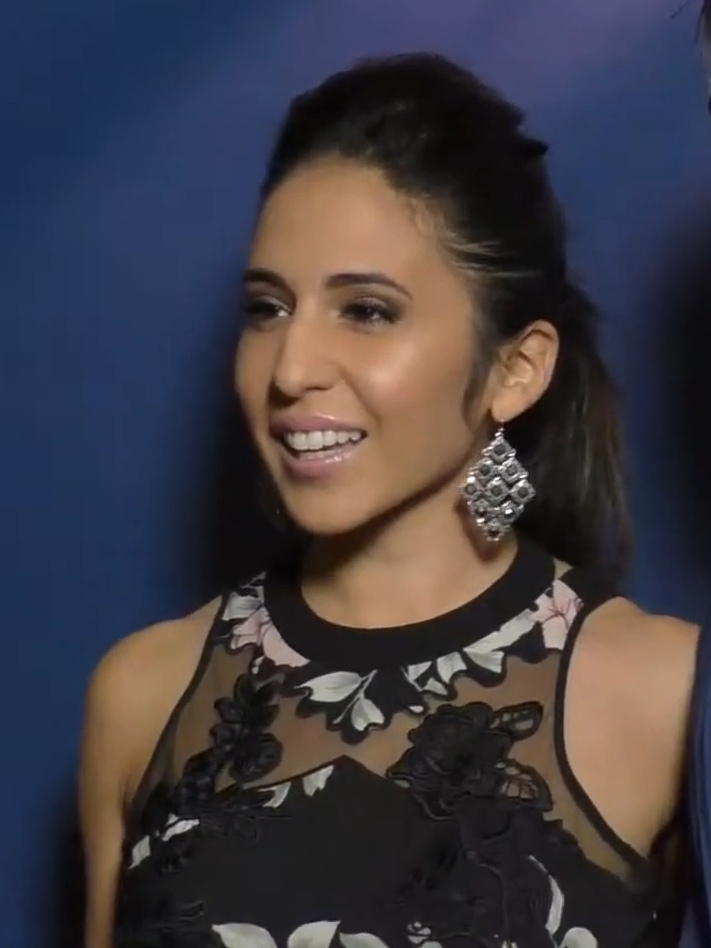
Gabrielle Ruiz en 2016

Gabrielle Ruiz es una actriz estadounidense conocida por interpretar el papel de Valencia Perez en la comedia musical de CW Crazy Ex-Girlfriend. Anteriormente, actuó en varios musicales de Broadway. El 4 de agosto de 2016, Ruiz se casó con Philip Pisanchyn en una pequeña ceremonia privada en Isla de San Martín. Actualmente reside en Nueva York y Los Ángeles con su marido.

## Primeros años
Gabrielle, quién es de ascendencia mexicana, nació en Edinburg, Texas. Sus padres son Eduardo y Sylvia Ruiz. Ella descubrió su amor por actuar a una edad temprana a través del baile. Se entrenó en danza en la escuela de baile Melba y en la Asociación de Texas para Profesores de Baile. Gabrielle también tomó lecciones vocales que le permitieron sobresalir en el coro All-State de Texas.

## Educación
Gabrielle asistió al instituto en una escuela pública. Después de su graduación, Gabrielle asistió a la Universidad de Oklahoma para obtener una Licenciatura en Bellas Artes en Danza. En la universidad fue miembro de la Compañía de Baile American Spirit, OCU Rhythms, numerosos musicales, trabajo-estudio, y Alfa Phi.

## Carrera
Después de la universidad, Gabrielle consiguió varios papeles en televisión y Broadway. Su primer papel importante fue el de Valencia Perez en la serie Crazy Ex-Girlfriend. Gabrielle es actualmente representada por Luber Roklin Entertainment y Kazarian/Measures/Ruskin & Associates. Su carrera no se limita a actuar, también es una oradora motivacional y profesora de futuros artistas profesionales
.

## Filmografía
| Año  | Título               | Papel | Notas                                    |
| ---- | -------------------- | ----- | ---------------------------------------- |
| 2014 | Sex, Love, and Salsa | Maria | Indie Film Award, Mejor actriz destacada |

| Título                            | Papel                      | Estación    |
| --------------------------------- | -------------------------- | ----------- |
| Crazy Ex-Girlfriend               | Valencia Perez             | The CW      |
| Orange is the New Black           | Coestrella                 | Netflix     |
| Law & Order: Special Victims Unit | Coestrella                 | NBC         |
| Plaza Sésamo                      | Cantante                   | PBS         |
| One Life to Live                  | Cantante/Bailara principal | ABC Daytime |

| Título         | Papel                                   | Teatro              |
| -------------- | --------------------------------------- | ------------------- |
| Si/Entonces    | Presentado, debajo estudio Anne & Elena | Richard Rodgers     |
| Evita          | Destacado                               | Marquis Theater     |
| In the Heights | Carla, bajo estudio Nina & Vanessa      | Richard Rodgers     |
| A Chorus Line  | Diana Morales                           | First National Tour |